# Museu de Terrassa
El Museu de Terrassa és una entitat museística que aplega tots els museus de titularitat municipal de la ciutat de Terrassa. En queden fora, doncs, el Museu de la Ciència i de la Tècnica de Catalunya, dependent de la Generalitat de Catalunya; el Centre de Documentació i Museu Tèxtil, gestionat per un consorci entre l'Ajuntament de Terrassa i la Diputació de Barcelona, i el Museu Parroquial del Sant Esperit, que depèn del bisbat. Pertany a la Xarxa de Museus d'Història i monuments de Catalunya i a la Xarxa de Museus Locals de la Diputació de Barcelona.
El Museu de Terrassa compta amb diferents espais, elements i col·leccions del patrimoni cultural terrassenc. Està format per les seccions següents:

## Castell cartoixa de Vallparadís
- Coordenades: 41° 33′ 52.59″ N, 2° 1′ 8.9″ E / 41.5646083°N,2.019139°E

El castell cartoixa de Vallparadís, al parc de Vallparadís, és la secció principal del Museu de Terrassa. Es tracta d'un edifici defensiu original del segle xii que es converteix en cartoixa en els segles xiv-xv. L'any 1947 fou adquirit per l'Ajuntament de Terrassa, tres anys després de ser declarat monument historicoartístic, per tal de reconstruir-lo i rehabilitar-lo com a museu. El 1959 fou inaugurat com a seu del Museu Municipal d'Art, que aplegava les col·leccions artístiques i bibliogràfiques del llegat de Josep Soler i Palet i les restes arqueològiques i arquitectòniques de la ciutat.

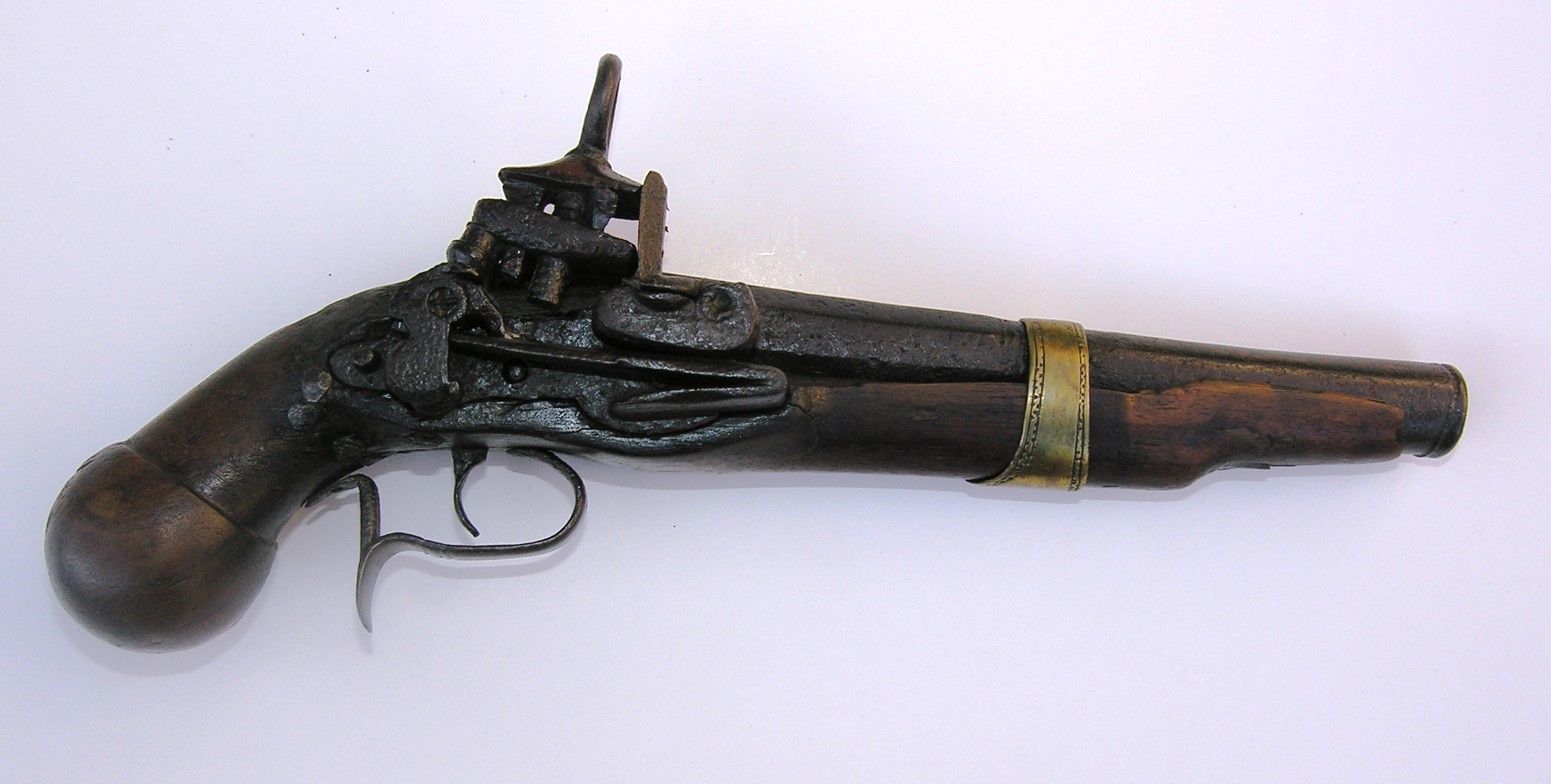
Pistola de clau de miquelet del Museu de Terrassa

Alberga una exposició permanent que mostra l'evolució del territori i l'ocupació humana de Terrassa des dels primers pobladors neolítics fins a l'època contemporània. Exhibeix diferents àmbits: prehistòria i món antic, món medieval, etapa moderna, etapa contemporània i cultura i societat, amb una col·lecció de pintura del segle xx i una col·lecció d'escopetes, fusells i pistoles del segle xviii fins al XIX, algunes d'elles força interessants i que han esdevingut peces artístiques per la seva decoració, entre elles una pistola de clau de miquelet.

## Esglésies de Sant Pere

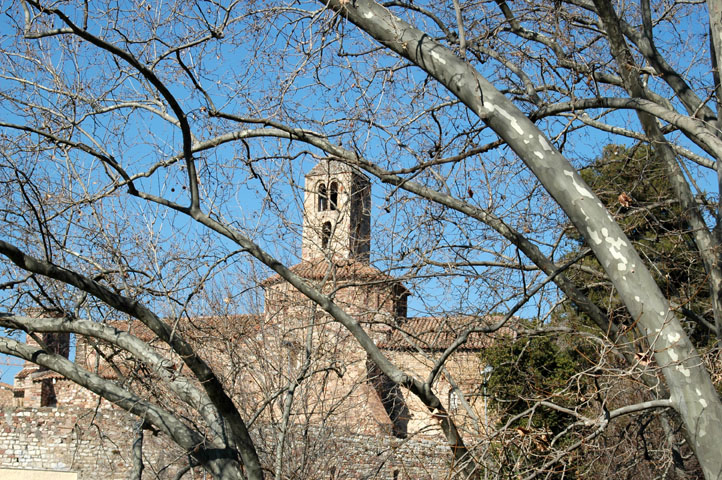
L'església de Santa Maria, des del parc de Vallparadís

- Coordenades:41° 34′ 0.55″ N, 2° 1′ 6.07″ E / 41.5668194°N,2.0183528°E

El conjunt monumental de les esglésies de Sant Pere, a l'antic poble de Sant Pere, aplega dins el mateix recinte les esglésies de Sant Pere, Santa Maria i Sant Miquel, que formaven part de l'antic bisbat d'Ègara. A més de l'interès arquitectònic i de les restes arqueològiques de l'indret, conserven una magnífica col·lecció de pintura gòtica, amb obres mestres de Jaume Huguet, Lluís Borrassà i Jaume Cirera, entre d'altres.
El conjunt ha estat objecte d'excavacions, estudis i restauracions des de final del segle xix; especialment importants foren els duts a terme per Josep Puig i Cadafalch al primer terç del segle xx. Les esglésies foren declarades monument nacional el 1931 i bé d'interès historicoartístic el 1985, i constitueixen un dels monuments visigoticoromànics més importants de Catalunya. Recentment han estat objecte d'una important reordenació museogràfica, inaugurada l'octubre del 2009.

## Casa Alegre de Sagrera

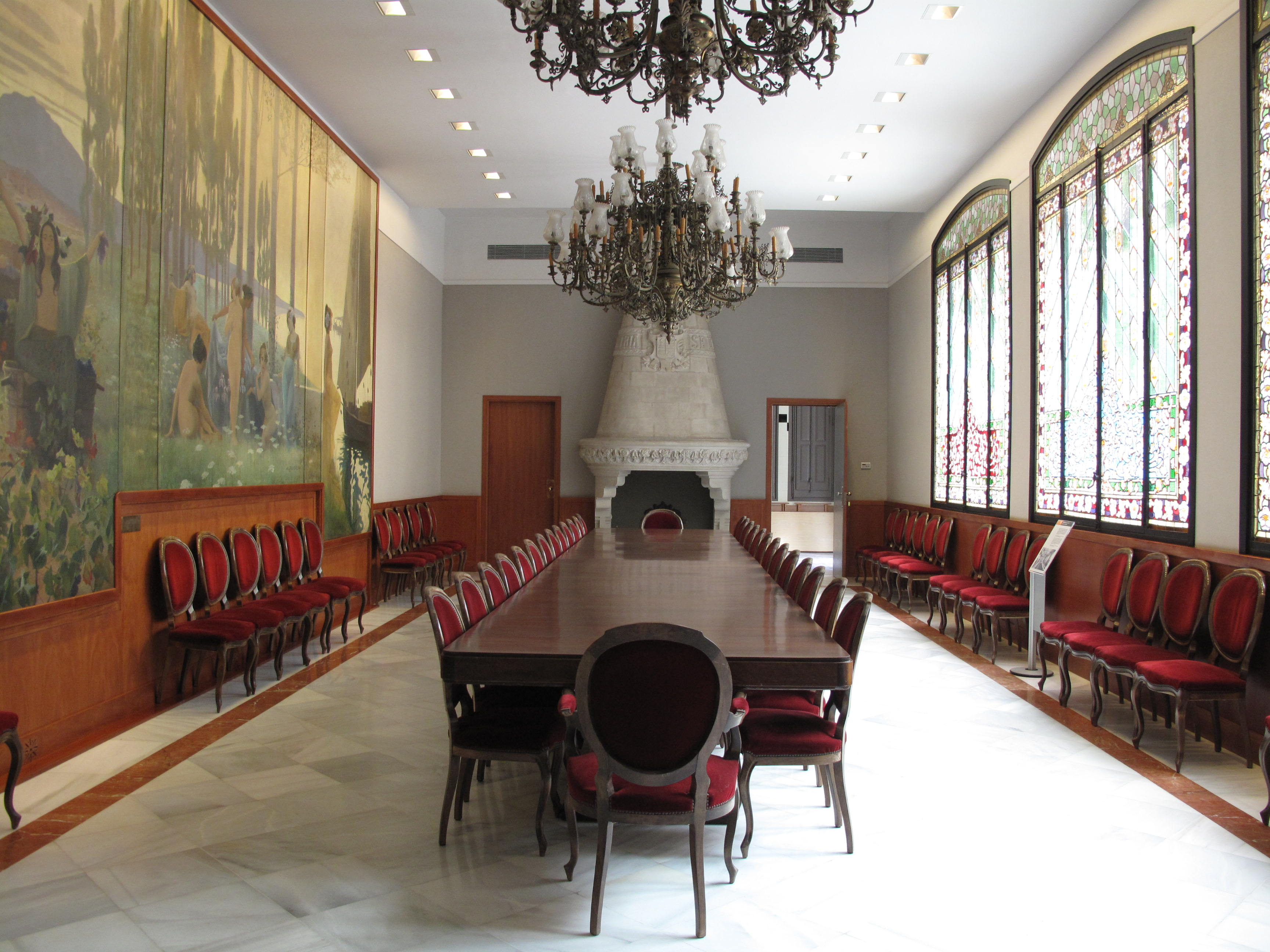
Menjador de la casa Alegre de Sagrera, amb plafó ornamental d'Alexandre de Riquer

- Coordenades:41° 33′ 45.9″ N, 2° 0′ 44.4″ E / 41.562750°N,2.012333°E

La casa Alegre de Sagrera, edifici del carrer de la Font Vella, fou la casa pairal de Joaquim de Sagrera, fabricant tèxtil de final del segle xviii i començament del xix, i tot i que data del principi d'aquest darrer segle, la seva fesomia actual és el resultat de la reforma modernista duta a terme per Melcior Viñals, arquitecte municipal, a l'inici del segle xx. És un model d'habitatge de la burgesia industrial de l'època.
Fou adquirida per l'Ajuntament el 1973 i des d'aleshores està oberta al públic, tant la casa com els jardins, i allotja unes quantes col·leccions d'art del fons museístic municipal, amb obres d'Alexandre de Riquer o Joaquim Vancells entre molts d'altres, i una curiosa col·lecció de ceràmica i porcellana oriental. Hi destaquen, a més, les sales dedicades als escriptors Agustí Bartra i Ferran Canyameres i al dibuixant terrassenc Mateu Avellaneda.
El museu compta també amb un mòdul multisensorial anomenat «La Mirada Tàctil», un espai d'interpretació tàctil adreçat a tothom però especialment adaptat i dissenyat per a aquells visitants que presenten alguns tipus de dificultats visuals, ceguesa o mobilitat reduïda.
Així mateix l'edifici s'hi ubiquen les oficines de direcció i serveis del museu.

## Torre del Palau

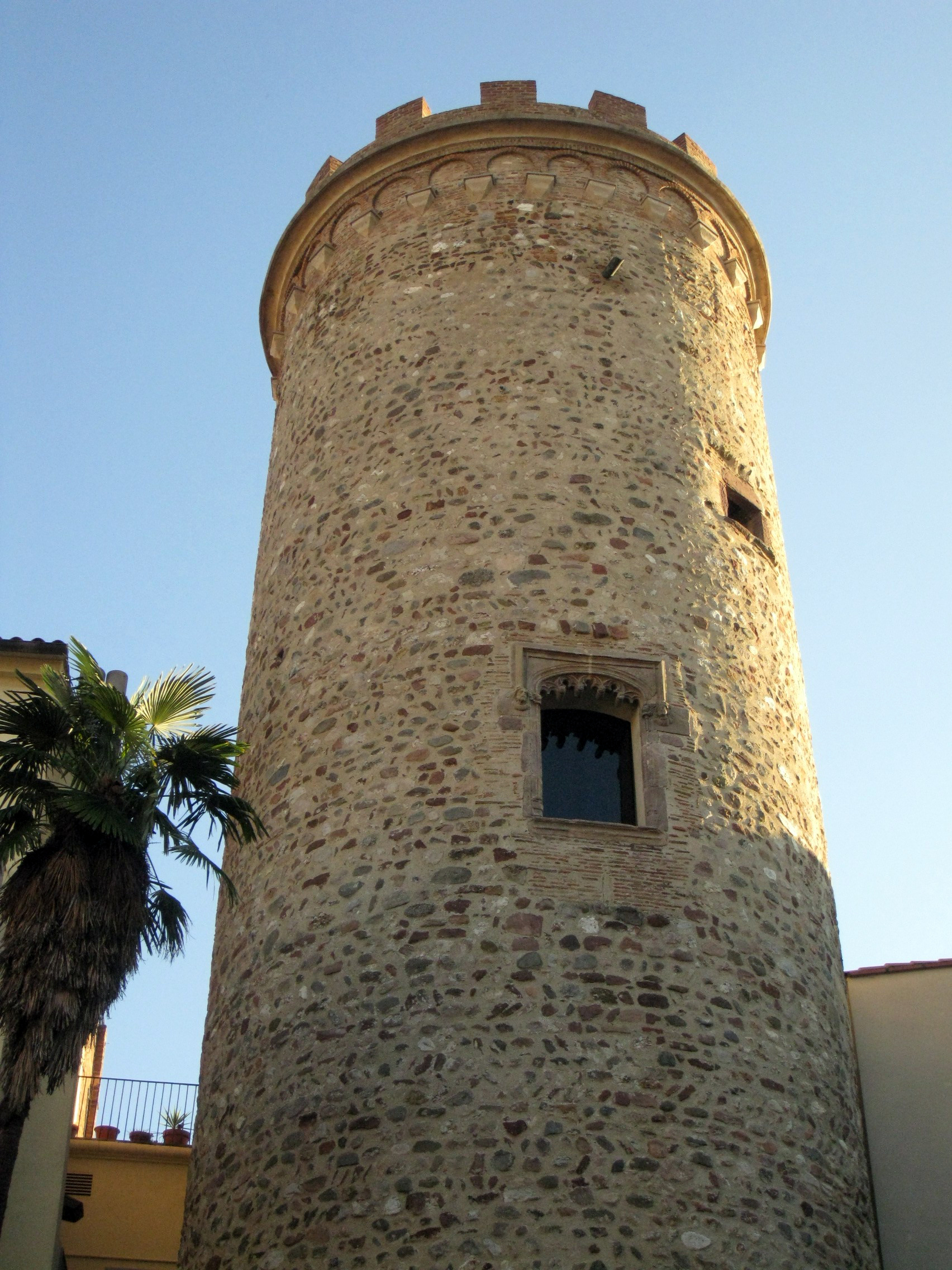
Torre del Palau

- Coordenades: 41° 33′ 44.64″ N, 2° 0′ 38.94″ E / 41.5624000°N,2.0108167°E

La torre del Palau, darrere la plaça Vella, és l'únic vestigi del castell palau de Terrassa, que en el moment de màxima puixança va estendre els seus dominis des del Llobregat fins al Ripoll i des de Sant Cugat fins al pla de Bages. La torre de l'homenatge, que fou presó fins ben entrat el segle xix, fou l'única estructura que restà dreta quan el 1891 l'últim propietari del castell decidí enderrocar el que quedava de l'edifici.
Fou cedida al municipi el 1994 i s'hi fan visites guiades concertades. Al castell de Vallparadís se'n conserven els finestrals i els portals gòtics originaris.

## Centre d'interpretació de la vila medieval
El centre d'interpretació de la vila medieval es troba a la planta baixa de la casa d'Antoni Josep Torrella i Maurí, on s'accedeix per la plaça de la Torre del Castell Palau. A través d'un audiovisual, permet conèixer l'origen medieval de Terrassa, i al soterrani es pot visitar un petit tram del fossat de la vila, una galeria subterrània i una fresquera; es pot accedir també a un forn de coure pa del 1839, situat al soterrani de la casa veïna, avui desapareguda.

## Convent de Sant Francesc

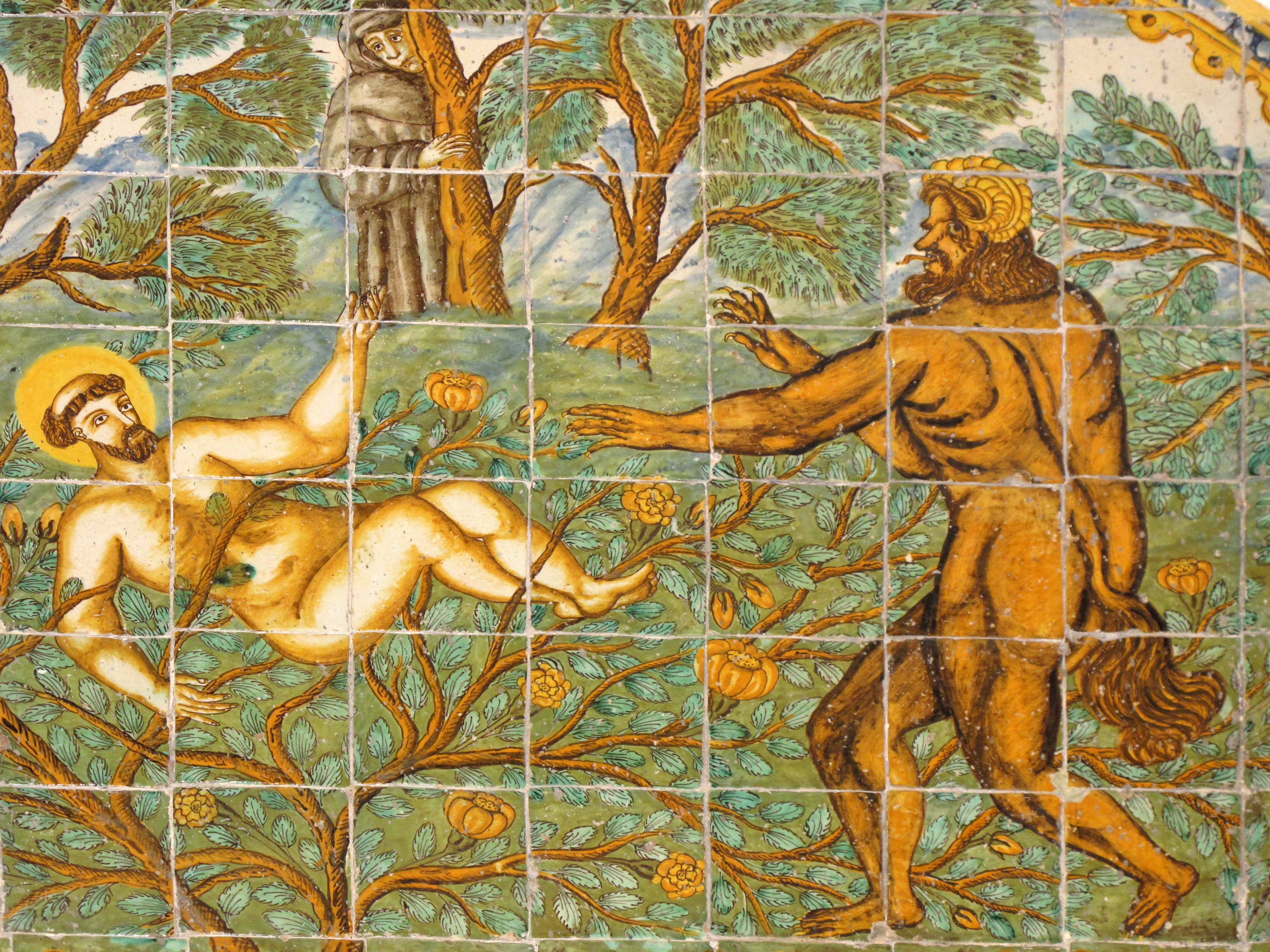
Detall d'un dels plafons ceràmics del claustre de Sant Francesc que il·lustren la vida del sant

- Coordenades: 41° 33′ 46.22″ N, 2° 1′ 0.93″ E / 41.5628389°N,2.0169250°E

El convent de Sant Francesc d'Assís, de frares menors recol·lectes, és un edifici barroc de començament del segle xvii. Situat vora el parc de Vallparadís, actualment només se'n conserva l'església, el claustre i alguns espais adjacents. El claustre n'és l'espai més emblemàtic, amb les parets cobertes de plafons ceràmics policroms (1671-1673), atribuïts al mestre escudeller barceloní Llorenç Passoles. Aquesta decoració fou promoguda per Pere de Fizes, castlà del castell de Terrassa, segons es dedueix de l'aparició del seu escut d'armes.
El convent va passar a mans de l'Ajuntament l'any 1835, arran de l'exclaustració. Després d'algunes reformes i ampliacions, el 1869 s'hi va instal·lar l'hospital i casa de la caritat de Sant Llàtzer i, ben entrat el segle xx, la clínica del Remei. Les dependències conservades del convent foren rehabilitades recentment i avui se'n pot visitar el claustre.